# Historia Togo

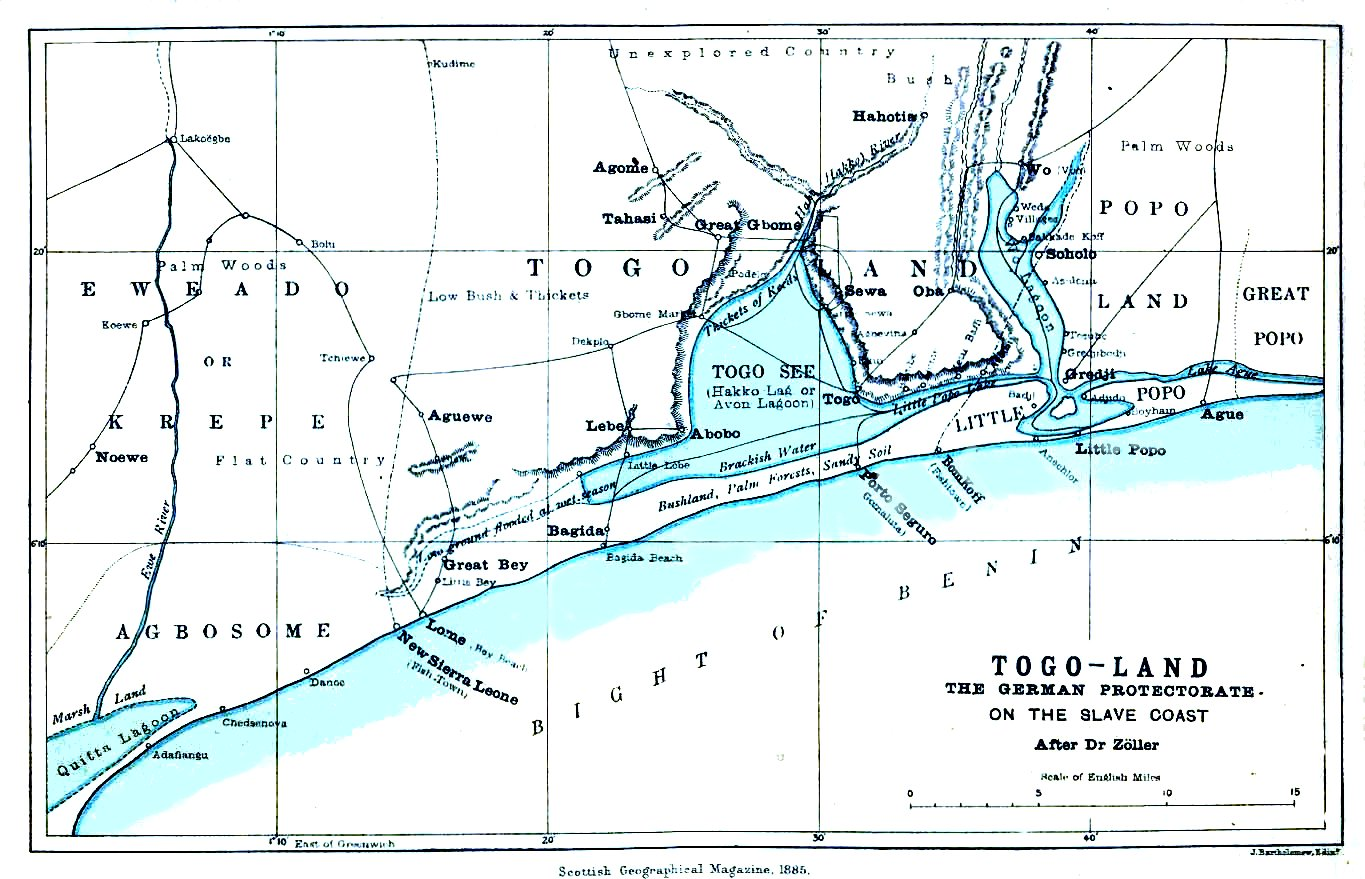
Mapa Togo w 1885 roku.

Historia Togo – w 1885 obszar obecnego Togo został protektoratem niemieckim. Togo otrzymało niepodległość w 1960 roku.

## Do roku 1885
Od XII do XIV wieku na terenie Togo zasiedliły się pierwsze ludy pochodzące z doliny Nigru. Około roku 1471 tereny te zostały odkryte przez Portugalczyków. Początkowo kraj ten nie wzbudzał zainteresowania kupców europejskich. W XIX wieku na terenach tych handlowano niewolnikami.

## 1885-1960
W latach 1885–1914 istniał niemiecki protektorat pod nazwą Togoland (od 1905 roku jako Togo). Po wybuchu I wojny światowej na terytorium niemieckiej kolonii wkroczyły, odpowiednio od zachodu i wschodu, wojska brytyjskie i francuskie. W 1922 kraj ten został oficjalnie podzielony między Wielką Brytanię (zachód) oraz Francję (wschód) jako terytorium mandatowe Ligi Narodów. Po II wojnie światowej (w 1946) obie części stały się terytorium powierniczym ONZ pod administracją Francji i Wielkiej Brytanii (Togo Francuskie i Togo Brytyjskie). W 1956 brytyjska cześć Togo, w wyniku plebiscytu, została przyłączona do brytyjskiego Złotego Wybrzeża (obecnie Ghana) i rok później znalazła się w granicach niepodległej Ghany. Część francuska zyskała status autonomicznej republiki w ramach Wspólnoty Francuskiej.

## 1960-2009
27 kwietnia 1960 Togo uzyskało niepodległość od Francji. Rok później prezydentem Togo został Sylvanus Olympio, przywódca partii Jedność Togijska. W 1963 prezydent Olympio został zabity podczas przewrotu wojskowego. Nowym przywódcą państwa został Nicolas Grunitzky. W 1967 Grunitzky został zastąpiony przez generała Gnassingbé Eyadémę w wyniku kolejnego puczu. Eyadema, który rządził krajem do swojej śmierci, był także współorganizatorem zamachu stanu na pierwszego togijskiego prezydenta. W 1969 utworzona została jedyna legalna partia polityczna, Zrzeszenie Ludu Togijskiego. W 1979 roku w Togo przywrócono rządy parlamentarne przy utrzymaniu monopartyjnego systemu politycznego. W 1980 została uchwalona konstytucja kraju. 11 lat później wprowadzono system wielopartyjny. W 1992 w wyniku referendum przyjęto demokratyczna konstytucję. W 1993 roku Gnassingbé Eyadéma wygrał zbojkotowane przez opozycję wybory prezydenckie. W 2005, po niespodziewanej śmierci Eyademy, nowym prezydentem został jego syn Faure Gnassingbé, natomiast premierem Édouard Kodjo.